# Popocatépetl (canción)
«Popocatépetl» es una canción y el cuarto sencillo del álbum Tierna la noche de la cantante mexicana Fey. Lanzado a mediados de 1997, el tema fue inspirado en el volcán homónimo ubicado en México. El tema fue escrito por Mario Ablanedo.